# Smittina obscura
Smittina obscura är en mossdjursart som först beskrevs av William MacGillivray 1891.  Smittina obscura ingår i släktet Smittina och familjen Smittinidae. Inga underarter finns listade i Catalogue of Life.